# Bernhard Getz
Bernhard Getz (født 21. marts 1850 i Strinden ved Trondhjem, død 1. november 1901 i Kristiania) var en norsk retslærd.
Getz blev student 1868, cand. jur. 1873. 1875 konkurrerede han til det nyoprettede juridiske professorat ved Kristiania universitet og udnævntes derefter til professor; 1889 overtog han imidlertid det vigtige i anledning af juryvæsenets indførelse nystiftede emmbede som rigsadvokat (det vil sige udøver af den øverste  påtalemyndighed). 1885—86 stod han som det akademiske kollegiums formand i spidsen for universitetets administration. Fra 1886 var han medlem af Kristiania kommunerepræsentation, hvis ordfører han var 1891. Ved jubilæet 1879 kreerede Københavns Universitet ham til æresdoktor. I sine forelæsninger behandlede Gertz proces- og strafferet, og det er væsentlig også på disse områder, at han som forfatter og lovgivningspolitiker har virket.
Blandt hans skrifter over processuelle emner er især at fremhæve hans retsdogmatiske hovedværk Om Paaanke til højere Ret i civile og kriminelle Sager (1884) samt hans afhandlinger til belysning af skifteprocessen, Om Dødsbo med uovertaget Gældsansvar (1878) og Kreditorernes Adgang til at omstøde sin Skyldners Retshandler (i Norsk Retstidende for 1879 og 1881), hvortil slutter sig flere bidrag til diskussionen om en reform af den norske konkurslovgivning. Ligeledes udgav han 1878 et skrift om en reform i varetægtsvæsenet. Da fra 1881 spørgsmålet om indførelsen af jury i strafferetsplejen genoptogs, viede Getz denne sag særlig opmærksomhed og udarbejdede sammen med statsråd O.A. Bachke et lovudkast (1885), der i stedet for edsvorneretter var bygget på meddomsmandsinstituttet, et standpunkt, som Getz yderligere hævdede samme år i et eget skrift, Om en forandret Rettergangsmaade i Straffesager.
Getz var derefter formand i kommissionen, hvis, væsentlig af Getz forfattede, lovudkast ophøjedes til lov 1887; også dens organisatoriske gennemførelse i praksis betroedes ham som første indehaver af rigsadvokatembedet. I kommissionen til udarbejdelse af en ny civilproceslov (nedsat 1890) var også Getz formand; men det er dog særlig på det strafferetlige område, at Getz' initiativ har gjort sig gældende. Allerede ved sin epokegørende prøveforelæsning over det selvvalgte emne Den saakaldte Delagtighed i Forbrydelser (1875) havde han i dette fag stillet sig i kritisk opposition til, hvad hidtil var blevet lært; han blev nu formand i kommissionen til udarbejdelse af en ny straffelov, og allerede 1887 kunde han offentliggøre et af ham personlig forfattet Foreløbigt Udkast til almindelig borgerlig Straffelov for Kongeriget Norge, første (d. e. den saakaldte 'almindelige') Del med Motiver, et førsterangs bidrag til udviklingen af den moderne kriminallære.
I forbindelse hermed er også at nævne hans foredrag i Den norske Kriminalistforening om "betingede Straffedomme" (trykt i foreningens Forhandlinger 1893). 1892 offentliggjorde Getz Udkast til Lov om sædelig forkomne og vanvyrdede Børns Behandling, med Motiver, og Udkast til Lov til Modarbeidelse af offentlig Usædelighed og venerisk Smitte, med Motiver, såvel som et fuldstændigt Udkast til almindelig borgerlig Straffelov for Kongeriget Norge (1893, motiverne i et særskilt hefte). Derpå fulgte fra selve kommissionen Udkast til Lov om Tvangsopdragelse samt til Lov om Forandring i Bestemmelserne om Fuldbyrdelse af Strafarbejde (1892), Udkast til Lov om Løsgjængeri, Betleri og Drukkenskab samt om Tvangsarbejdshuse (1894), Udkast til Lov om Fængselsvæsenet og om Fuldbyrdelse af Frihedsstraffe, med Motiver, Udkast til Lov om civile og gejstlige Embeds- og Bestillingsmænds Disciplinærforseelser og Afskedigelse, med Motiver, Udkast til almindelig borgerlig Straffelov for Kongeriget Norge (motiverne i et særskilt hefte), samt Udkast til Lov om den almindelige borgerlige Straffelovs Ikrafttræden, med Motiver (samtlige af 1896).
Endelig slutter sig hertil et af den samme kommission udarbejdet Udkast til Lov, indeholdende Forandringer i Lov om Rettergangsmåden i Straffesager af 1. Juli 1887, med Motiver (1896). Udkastet om fuldbyrdelse af strafarbejde ligger til grund for lov af 26. juni 1893, det om tvangsopdragelse for lov af 6. juni 1896 "om forsømte Børns Behandling", og 31. maj 1900 blev Lov om Fængselsvæsenet og om Tvangsarbeide samt Lov om Løsgjængeri, Betleri og Drukkenskab udfærdiget, men den sidste blev først senere sat i kraft. 22. maj 1902 udkom den nye norske straffelov med sin ikrafttrædelseslov, en revideret udgave af straffeprocesloven, en ny militær straffelov og en ny lov om den militære straffeproces. Men Getz oplevede ikke fuldendelsen af sit store livsværk. Midt i sit arbejde blev han pludselig bortrevet af døden.
Den ledende tanke i den anførte række kriminalistiske lovværker går — i modsætning til det gamle individualistiske gengældelsesprincip — ud på at opfatte straffen som led i den almindelige sociale udviklingsbestræbelse, et positivt, af enhver absolut teori uafhængigt program, der gennem Getz' arbejder har nået et betydeligt skridt fremad både i retning af følgerigtig klarhed og af praktisk iværksættelse. Skønt fuldt hjemme i den tyske retsvidenskabs abstraherende og begrebsstiftende arbejds- og synsmåder og derhos selv udrustet med en sjælden skarp logisk tænkeevne havde Getz fra sin tidlige ungdom af fortrinsvis følt sig tiltrukket af den empirisk-utilitariske engelske filosofi (især John Stuart Mill), og han repræsenterede derfor en heldig forening af den tyske videnskabs systematiske kundskabsfylde og den engelskes virkelighedssans og blik for det praktisk menneskelige.
Samme frihed for doktrinarisme og syn for livets reelle værdier ledsager Getz også i hans egentlige politiske samfundsbetragtning, for hvilken han for øvrigt nærmere har redegjort i et med Mills On Liberty nær beslægtet foredrag Om Demokratiet (i særtryk 1885). Det var selvsagt, at et så nøgternt, tilmed ofte af en vis humoristisk optimisme præget standpunkt under datidens politiske gæring i Norge ikke altid faldt sammen med noget enkelt partis yndlingspåstande, og uagtet Getz lejlighedsvis udtalte vægtige ord også i politiske spørgsmål (således navnlig om sammensat statsråd, særtryk efter "Morgenbladet" 1892, og Die schwedisch-norwegische Union, i Zukunft 1894), undgik han længe at blive anvendt i den egentlige partiorganisation.
Netop denne omstændighed gjorde ham imidlertid fra alle sider så meget mere foretrukken, da det 1895 gjaldt at overdrage en mand af autoritet det ansvarsfulde hverv som norsk formand i den nydannede 3. unionskomité. Denne afgav under 29. januar 1898 sin indstilling, hvoraf fremgik, at det ikke var lykkedes den at komme til enighed om fremlæggelse af noget forslag til nye foreningsbestemmelser, idet såvel den norske som den svenske afdeling af komiteen faldt fra hinanden i et flertal og et mindretal. Den af 4 medlemmer bestående norske majoritet leverede en væsentlig af Getz forfattet særskilt betænkning, som foruden i indstillingen er særskilt udgivet (1898) af de konservative foreningers centralstyre. Desuden har Getz, der var gået til sit hverv med stor interesse for opgavens løsning, i flere afhandlinger, optagne i hans af Hagerup udgivne Juridiske Afhandlinger, med fængslende skarpsind udviklet sine opfattelser af de vigtigste, under drøftelsen hørende statsretslige spørgsmål. I samme tidsrum falder tillige hans bemærkninger om "det statsretslige Forhold mellem Finland og Rusland" (Tidsskrift for Retsvidenskab, 14. bind, 1901).
Først efter tilendebringelsen af unionskomiteens forhandlinger kunde den store, under 3. januar 1891 nedsatte civilproceslovkommission endelig, høsten 1898, begynde sin virksomhed. I egenskab af dens formand fremlagde Getz straks en af ham forfattet foreløbig udredning af reformens almindelige principper og lod derpå til omdeling blandt medlemmerne i våren 1899 trykke 2 lovudkast angående henholdsvis domstolsordningen og rettergangen. En revideret udgave af disse udkast tryktes i sommeren 1900 og dannede grundlaget for kommissionens drøftelser under dens sammentræde august—september 1901. Udkastene var ikke forsynede med motiver, undtagen for så vidt Getz 1901 lod trykke en del bemærkninger om lagmandsretternes organisation. Dog havde han i manuskript udarbejdet specielle motiver til de fleste bestemmelser i udkastet til rettergangslov. Efter Getz' død blev den ovennævnte foreløbige udredning, lovudkastene og de forefundne motiver 1902 udgivne af Francis Hagerup under titelen Udredninger og Udkast til Civilprocesreformen af Bernhard Getz. Norges nye rettergangslove udkom 13. august 1915 og trådte i kraft 1. januar 1923. Getz var ved 19. århundredes slutning, hvad A.M. Schweigaard var ved dets midte, den centrale kraft i Norges lovgivningsarbejde. Getz' lovarbejder og kritik af de hidtil ude og hjemme fulgte legislative synsmåder stiller ham i første række blandt de samtide retslærde, der viede sig til komparative og reformatoriske lovstudier.